# Quissamã Futebol Clube
Quissamã Futebol Clube era una asociación deportiva de la ciudad de Quissamã, en  Río de Janeiro, fundada el 5 de enero de 1919. Su estadio es el Municipal Antonio Carneiro da Silva, conocido como Carneirão. Sus colores son el azul y el blanco.

## Historia
Fue campeón de Liga Macaense de Desportos en 1949 y 1952.
Su mayor ídolo en su historia es el lateral izquierdo  Cortês, que actualmente defiende al Grêmio, pero que ya jugó en Botafogo, São Paulo y Benfica.
Hizo su debut profesional en 2006, en el mismo año, se ubicó decimocuarto en el Campeonato Estadual da Terceira Divisão. Al año siguiente quedó en tercer lugar, casi logrando el acceso.
En 2008, fue cuarto en la Copa Río y se proclamó campeón del Campeonato Carioca de Fútbol - Série C, siendo ascendido a Segunda División. Además del título, Quissamã tenía al máximo goleador del Campeonato con 20 goles, que era el jugador, Fabrício Ernesto Nogueira.
En 2009, cuando debutó en el Campeonato Carioca Serie A2, hizo una buena campaña y terminó en cuarto lugar. En 2010 y 2011 estuvo muy cerca de acceder, ocupando el tercer lugar en ambos. En 2012 el equipo se coronó campeón y finalmente accedió a la élite del Futebol Carioca.
En 2013 la primera vez que disputó el Campeonato Carioca, el equipo entró en una crisis económica, lo que provocó que el club hiciera una mala campaña y acabase en la última posición, volviendo a Segunda División.
El año 2014 empezó con más problemas económicos y llevó al equipo a dejar de competir por el Campeonato Carioca Serie A2, tener que pagar una multa y ser relegado al Campeonato Carioca de Futebol - Série C.
Hundido, y en crisis, el club cierra sus puertas y cierra sus actividades.

## Informes confidenciales
En 2016, el club Quissamã, ahora extinto, fue incluido en informes generados por el equipo interno de FIFA que apuntaban a evidencia de fraude en dos partidos del Campeonato Carioca de 2013  Botafogo 4 x 0 Quissamã, el 16 de marzo de 2013, y  Vasco 3 x 1 Quissamã, el 13 de abril de 2013), pero que no fueron incluidos en la investigación. Las evidencias apuntaban que había habido manipulación de resultados en estos partidos, siendo blanco de pandillas asiáticas que defraudan resultados deportivos.
En el partido de  Botafogo, el informe señaló:  "Las probabilidades parecen sospechosas en todas las casas de apuestas asiáticas. Justo antes del descanso, las probabilidades eran normales, pero luego cayeron drásticamente, lo que significa que muchos apostadores estaban poniendo dinero en más de 2.75 goles en el partido. (...) Como se marcaron tres goles más en el partido, todas estas apuestas ganaron. (...) Desde nuestro punto de vista, estos movimientos de probabilidades son sospechosos y este partido probablemente fue manipulado ".
En cuanto al partido con  Vasco, hubo tal informe:  "Las probabilidades bajaron de 2,12 a 1,46 en los primeros 33 minutos del partido, con una línea constante de 2,75 goles. Como el partido terminó con cuatro goles en total, todas estas apuestas las ganaron. (...) Según los datos disponibles, el comportamiento de las probabilidades durante el juego es muy sospechoso y el juego probablemente fue manipulado ".
Estas bandas asiáticas manipularon los resultados de varias ligas menores para que los tiempos perdieran sus juegos con puntajes bien disponibles como 4 a 0. Un juego que ni siquiera era televisado, con poca presencia de público, era mucho más fácil de manipular; los documentos muestran en detalle la fluctuación de las apuestas antes y durante los juegos, con el movimiento sospechoso que apunta a fraude. Hubo detenciones realizadas por la Policía Civil en Río de Janeiro, São Paulo y Ceará en un operativo denominado "Game Over" para combatir el amaño de partidos en el fútbol, sin embargo, a pesar de las sospechas, no se demostró nada sobre el club Quissamã.

## Títulos
| Estaduais                    | Estaduais | Estaduais  | Estaduais |
| Competição                   | Títulos   | Temporadas |           |
| ---------------------------- | --------- | ---------- | --------- |
| Campeonato Carioca Serie A2: | 1         | 2012       |           |
| Campeonato Carioca Série B2: | 1         | 2008       |           |

## Campañas destacadas
- 4.º lugar en la Copa Río 2008